# Rutela lineola
Rutela lineola é uma espécie de besouro da subfamília Rutelinae e família Scarabaeidae. É muito comum no Brasil, onde se alimenta de várias espécies de plantas cultivadas. 
Entre os nomes populares, pode ser chamado de carocha ou carochinha. 
Os indivíduos adultos são herbívoros e as larvas se alimentam de madeira em diferentes estágios de conservação,de madeira podre até postes de Eucalipto utilizados para conduzir rede elétrica.